# Edward Stanhope
Sir Edward Evelyn Stanhope (24. září 1840 – 21. prosince 1893) byl britský státník ze starobylého šlechtického rodu. Jako člen Konzervativní strany byl dlouholetým členem Dolní sněmovny, zastával funkce ministra kolonií (1886–1887) a ministra války (1887–1892).

## Kariéra
Pocházel z rodu Stanhope, byl druhorozený syn 5. hraběte Stanhope. Studoval v Harrow a Oxfordu, poté působil jako právník. Od roku 1874 až do smrti byl členem Dolní sněmovny, brzy se zařadil mezi prominentní politiky Konzervativní strany. V Disraeliho vládě zastával nižší funkce parlamentního tajemníka úřadu pro obchod (1875–1878) a státním podsekretářem pro Indii (1878–1880), ministerstvo pro Indii zároveň reprezentoval v Dolní sněmovně. V roce 1885 byl jmenován členem Tajné rady a krátce byl viceprezidentem výboru Tajné rady pro školství, v letech 1885-1886 byl prezidentem úřadu pro obchod. V Salisburyho vládě byl státním sekretářem kolonií (1886–1887) a státním sekretářem války (1887–1892). Jeho reformní záměry na ministerstvu války se nepodařily prosadit proti tehdejšímu vrchnímu velení (vévoda z Cambridge).
Zemřel náhle na mrtvici ve věku 53 let. Jeho manželkou byla Lucy Constance Egerton (1847–1910).